# Cinnamaldehyd
Cinnamaldehyd (též skořicový aldehyd nebo (2E)-3-fenylprop-2-enal) je organická sloučenina s funkčním vzorcem C6H5CHCHCHO, která dává skořici její chuť a vůni. Přesněji hovoříme o trans-cinnamaldehydu, což je jediná přirozeně se vyskytující forma.
Cinnamaldehyd se přirozeně vyskytuje v kůře skořicovníku ceylonského a dalších druzích skořicovníku (Cinnamomum), například v kafrovníku nebo skořicovníku čínském. Tyto stromy jsou přírodním zdrojem skořice, esenciální olej skořicové kůry obsahuje okolo 90 % cinnamaldehydu.

## Historie

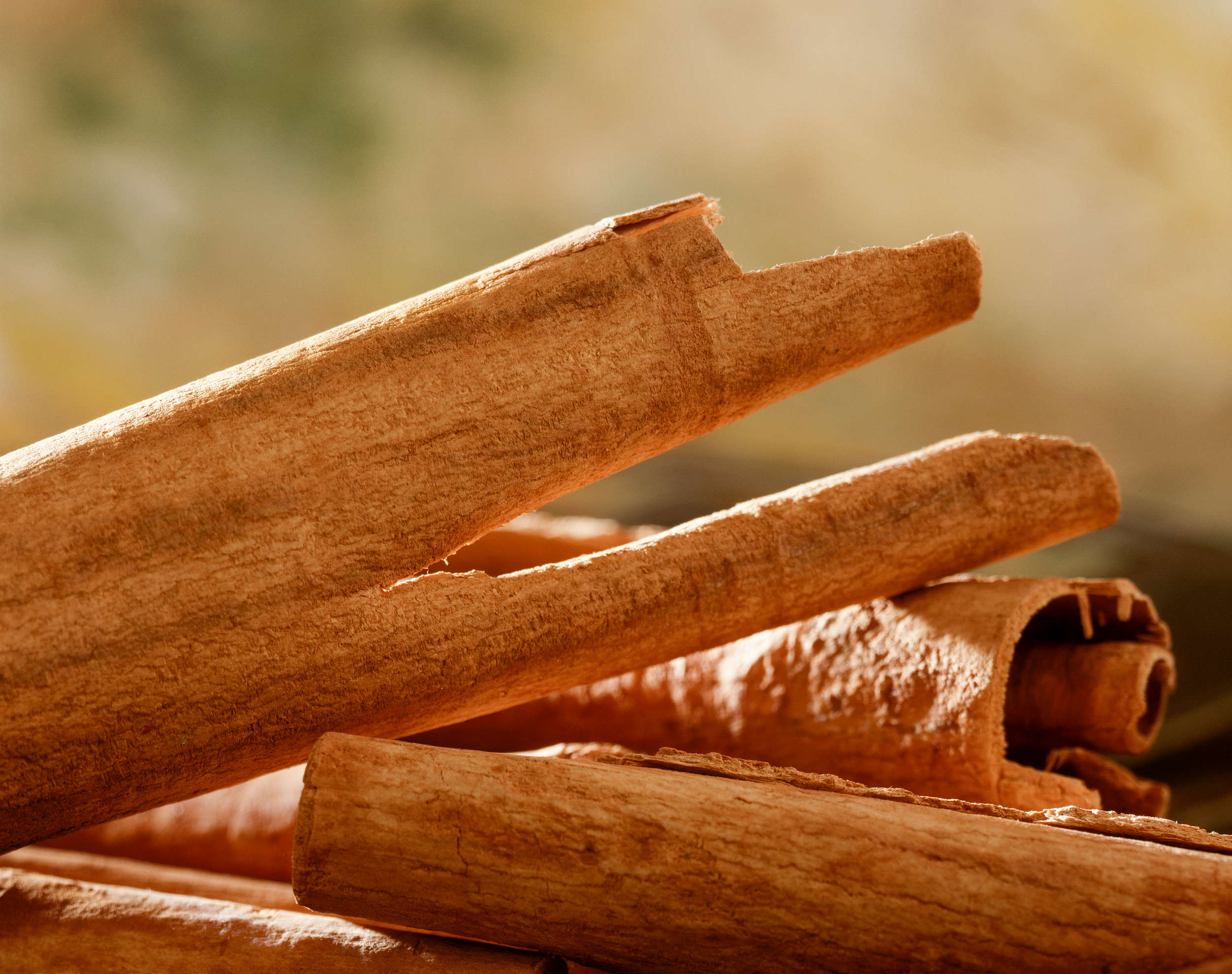
Skořice (kůra skořicovníku) – přirozený zdroj cinnamaldehydu

Cinnamaldehyd byl izolován ze skořicového esenciálního oleje v roce 1834 Dumasem a Péligotem a syntetizován v laboratoři Luigim Chiozzou v roce 1856.

## Struktura a fyzikální vlastnosti
Cinnamaldehyd je žlutá olejovitá kapalina viskóznější než voda, vonící silně po skořici.
Koncentrovaný cinnamaldehyd dráždí kůži a ve větších dávkách je toxický (LD50 2 225 mg/kg pro myš, 2 220 mg/kg pro potkana). Nebylo však zatím vysloveno podezření, že by tato sloučenina byla karcinogenní nebo zakládala nějaká dlouhodobá zdravotní rizika. Většina cinnamaldehydu se z těla vylučuje močí v podobě kyseliny skořicové, oxidované formy cinnamaldehydu.
Jakožto aromatický aldehyd má cinnamaldehyd v benzenovém kruhu nahrazen jeden vodíkový atom. Konjugovaná dvojná vazba (alken) vytváří planární geometrii molekuly. Cinnamaldehyd je technicky trans-cinnamaldehyd, protože koncová karbonylová skupina je na protější straně od aromatického kruhu, za dvojnou vazbou.
Je známo několik metod laboratorní syntézy, ale cinnamaldehyd se nejekonomičtěji získává parní destilací oleje ze skořicové kůry. Sloučeninu lze připravit z příbuzných sloučenin, například cinnamylalkoholu (alkoholové formy cinnamaldehydu), ale první syntéza z nepříbuzných sloučenin byla aldolová kondenzace benzaldehydu a acetaldehydu.

## Použití
Nejvýznamnějším použitím cinnamaldehydu je ochucování. 50 gramů lze zakoupit za cca 20 USD (zhruba 510 CZK), přitom koncentrace potřebná pro ochucení potravin jako jsou žvýkačky, zmrzliny, bonbony nebo nápoje, se pohybuje v rozmezí 9 až 4 900 ppm (tj. 0,000 9 až 0,49 %).
Cinnamaldehyd se používá v některých parfémech přírodní, sladké nebo ovocné vůně. Sloučenina může být pro svou příjemnou vůni součástí různých aromat, například mandlového, meruňkového, máslového apod.
Cinnamaldehyd se používá také jako fungicid.
Je prokazatelně účinný na více než 40 různých plodinách, typicky se aplikuje na kořenové systémy rostlin. Jeho nízká toxicita a dobře známé vlastnosti ho činí ideální pro zemědělství. Cinnamaldehyd je účinným insekticidem, jeho vůně také odpuzuje zvířata, například kočky a psy. Byly rovněž objeveny velmi silné insekticidní účinky cinnamaldehydu proti komářím larvám Již 29 ppm cinnamaldehydu zabije polovinu larev Aedes aegypti za 24 hodin.
Cinnamaldehyd je známý též jako inhibitor koroze oceli a jiných slitin železa v korozivních tekutinách. Lze ho používat v kombinaci s dalšími složkami, například disperzanty, rozpouštědly a tenzidy.
Cinnamaldehyd lze používat při falšování potravin. Bukvicové skořápky umleté na prášek a aromatizované cinnamaldehydem lze při prodeji vydávat za mletou skořici.
Cinnamaldehyd extrahovaný z C. osmophloeum u myší inhibuje xantinoxidázu, proto je potenciálním lékem na hyperurikémii a související poruchy, včetně dny.